# Generacja zdeterminowana
Generacja zdeterminowana – wytwarzanie energii elektrycznej w jednostkach wytwórczych w postaci źródeł odnawialnych lub też wytwarzanie energii w kogeneracji, objęte obowiązkiem zakupu przez operatora systemu. Obowiązek zakupu został określony w Rozporządzeniu Ministra Gospodarki (Dz. U. z dnia 17 grudnia 2004 r.). Generacja zdeterminowana dotyczy również wytwarzania energii elektrycznej objętej długoterminowymi umowami sprzedaży energii elektrycznej.